# Fuselloviridae
Fuselloviridae es una familia de virus de ADN que infectan arqueas. Tienen un genoma ADN bicatenario y por lo tanto pertenece al Grupo I de la Clasificación de Baltimore. La especie tipo es Sulfolobus virus 1 (sinónimo: Sulfolobus shibatae bacteriophage SSV1, acrónimo: SSV-1.). 
Los fusellovirus son ubicuos en aguas termales ácidas (pH ≤4) de alta temperatura (≥70 °C) en todo el mundo.

## Géneros
Contiene los siguientes géneros:
- Alphafusellovirus
- Betafusellovirus
- Deltafusellovirus
- Gammafusellovirus
- Epsilonfusellovirus

## Descripción

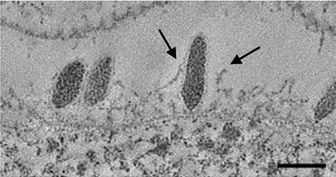
Imagen microscópica de fusellovirus.

Los virus de Fuselloviridae tienen cápsides con geometrías en forma de limón y poseen envoltura vírica. El diámetro ronda los 60 nm, con una longitud de 100 nm. Los genomas son circulares, de alrededor de 17,3 kb de longitud. La caracterización bioquímica de SSV1, un fusellovirus prototípico, mostró que los viriones están compuestos de cuatro proteínas estructurales codificadas por virus, VP1 a VP4, así como una proteína de cromatina de origen viral que se une al ADN. Las proteínas de virión VP1, VP3 y VP4 sufren una modificación postraduccional por glicosilación, aparentemente en múltiples sitios. VP1 también se procesa proteolíticamente. Los viriones SSV1 contienen lípidos de glicerol dibifitanil glicerol tetraéter (GDGT), que parecen ser adquiridos por el virus de manera selectiva a partir de la membrana citoplasmática del huésped.
La replicación viral se produce en el citoplasma. La entrada en la célula huésped se logra mediante adsorción en la célula huésped. La transcripción con plantilla de ADN es el método de transcripción. Los fusellovirus se liberan del huésped sin causar lisis celular mediante un mecanismo de gemación, similar al empleado por los virus eucariotas con envoltura.

## Evolución e interacción con plásmidos
En cuanto a la relación con otros virus, Fuselloviridae muestra una relación muy estrecha con otros virus que infectan arqueas como Thaspiviridae, Halspiviridae, Itzamnaviridae y Bicaudaviridae con quienes comparte la misma morfología del virión, el ensamblaje, una proteína de cápside homóloga la SSV1 de cuatro hélices y ATPasas de la superfamilia AAA, estos últimos se les conoce como "virus en forma de huso o fusiformes". La proteína homóloga de estos virus también se encuentra en la familia de virus arqueanos filamentosos Clavaviridae, por lo que se ha sugerido que los virus fusiformes evolucionaron de virus filamentosos emparentados con Clavaviridae para almacenar un genoma más grande por lo que conformarían un dominio o linaje viral, la misma ruta se ha propuesto para los otros virus inusuales de arqueas.
También se ha demostrado que los fusellovirus interactúan con plásmidos de los huéspedes que infectan. Los plásmidos de los huéspedes suelen integrarse dentro los viriones de los fusellovirus para desplazarse entre sus huéspedes, de manera similar a los virusoides que son moléculas de ARN que se integran en viriones para desplazarse entre sus huéspedes. Es posible que la integración de plásmidos en los viriones de los fusellovirus hayan llevado a la substitución del genoma original de los viriones, remplazandolo por uno de tipo plásmido.